# Oeceoclades
Œceoclades é um género botânico pertencente à família das orquídeas (Orchidaceae).Foi proposto por John Lindley, publicado em Edwards's Botanical Register 18: sub pl. 1522, em 1832. É tipificado pela Œceoclades maculata (Lindley) Lindley,  anteriormente conhecida como Angræcum maculatum Lindley, o lectótipo foi desigando por Lindley em J. Proc. Linn. Soc., Bot. 3: 36, em 1859.

## Etimología
O nome deste gênero  é uma palavra híbrida do grego: οικειος (oikeios), que significa “de casa”, e do latim: clades, que significa “destruição” (este, por sua vez, tem origem no verbo grego κλάω: quebrar), numa referência à mudança de gênero pela qual a planta passava.

## Descrição
O gênero Œceoclades conta entre trinta e quarenta espécies, frequentemente terrestres ou humícolas, raramente rupícolas ou epífitas, todas africanas, apenas uma também encontrável por toda América tropical, desde o Sul da Flórida até a Argentina, e por todo o Brasil. Por tratar-se de gênero com grande número de espécies, variados são seus habitats, no Brasil, de matas secas e arenosas.
Possuem pseudobulbos pequenos ou muito pequenos, frequentemente muito aglomerados, entremeados por fibras secas de antigas Bainhas, as folhas, de uma a três, são grandes quando comparadas ao tamanho dos pseudobulbos, coriáceas, persistentes, de lâmina plana, em regra apresentando, manchas, pintas ou desenhos.
A inflorescência é lateral, reta, ereta, brota da base do pseudobulbo, racemosa ou paniculada, apresentando pequenas flores espaçadas, ressupinadas, de cores claras e pouca substância, até semi-transparentes. As sépalas e pétalas são livres, diferentes entre si. O labelo é trilobado, apresentando calcar na base. A coluna é curvada, com pé, apresenta antera apical com duas polínias ceroides, presas diretamente ao viscídio, rostelo não salientado na extremidade da coluna, e caudículos pequenos ou ausentes.

## Aspectos Bioquímicos
Estudo recente realizado com a espécie Oeceoclades maculata demonstrou que diversas moléculas das classes dos flavonoides, fenantrenos, estilbenos e triterpenos cicloartânicos estão presentes nos tecidos vegetais, levando inclusive ao isolamento de um estilbeno inédito na literatura .  Estas substâncias são semelhantes a outras encontradas em diversas espécies de orquídeas, mostrando a coesão quimiotaxonômica da família Orchidaceae e seu potencial para descoberta de novas moléculas . 

## Lista de espécies
| - Oeceoclades ambrensis - Oeceoclades ampullacea - Oeceoclades atrovirens - Oeceoclades aurea | - Oeceoclades boinensis - Oeceoclades calcarata - Oeceoclades cordylinophylla - Oeceoclades decaryana | - Oeceoclades maculata |